# Katarina Ammitzbøll
Katarina Ammitzbøll, née le 15 juillet 1969 à Charlottenlund (Danemark), est une femme politique danoise, députée au Folketing de 2019 à 2022.

## Biographie
Katarina Ammitzbøll est diplômée en 1997 de l'université de Roskilde en sciences sociales, avec une spécialisation en économie publique et en développement international. Elle commence alors à travailler pour le programme des Nations unies pour le développement où elle occupe successivement différents postes, en Égypte, à New York et en Afghanistan. En 2004, elle reprend ses études et est diplômée l'année suivante d'un master en droit du développement international à l'université de Warwick. Elle travaille ensuite successivement pour l'Union européenne, l'OTAN et la société de conseils Control Risks (en), avant de rejoindre en 2007 le ministère des Affaires étrangères comme conseillère spéciale. Elle est recrutée en 2011 par la mission danoise aux Nations Unies à Genève, puis rejoint le secteur privé en 2012, dont la société de conseil Deloitte et l'armateur Maersk.
Engagée pour le Parti populaire conservateur, elle est candidate aux élections législatives de juin 2015 dans la circonscription du Jutland de l'Est, mais ne parvient pas à remporter de siège. Elle est élue conseillère municipale de Gentofte sur la liste du maire conservateur sortant Hans Toft lors des élections locales de novembre 2017.
Elle est élue députée au Folketing lors des élections législatives de juin 2019, cette fois-ci dans la circonscription de Copenhague. Elle devient alors entre autres, la porte-parole du groupe parlementaire conservateur pour les affaires européennes et le développement international. En juillet 2020, elle annonce son départ du conseil municipal de Gentofte pour se consacrer à son mandat parlementaire.
Elle est candidate à un second mandat lors des élections législatives du 1er novembre 2022, mais ne parvient pas à être réélue, le seul siège remporté par son parti dans sa circonscription allant à la conseillère régionale Helle Bonnesen.
En août 2023, elle annonce son départ du Parti populaire conservateur pour rejoindre les Modérés, le parti centriste de l'ancien Premier ministre Lars Løkke Rasmussen. En novembre 2024, elle quitte les Modérés pour rejoindre le parti libéral Venstre.